# آرول
آرول (به فرانسوی: Araules) یک کمون در فرانسه است که در اوت-لوآر واقع شده‌است. آرول ۳۱٫۱ کیلومتر مربع مساحت دارد ۱٬۰۴۴ متر بالاتر از سطح دریا واقع شده‌است.